# Conus purpurascens
Conus purpurascens är en snäckart som beskrevs av Sowerby 1833. Conus purpurascens ingår i släktet Conus och familjen kägelsnäckor. Inga underarter finns listade i Catalogue of Life.

## Bildgalleri

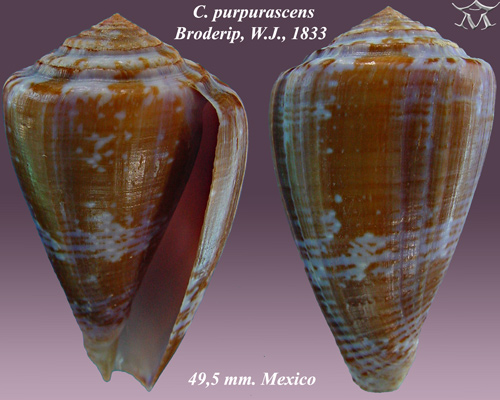
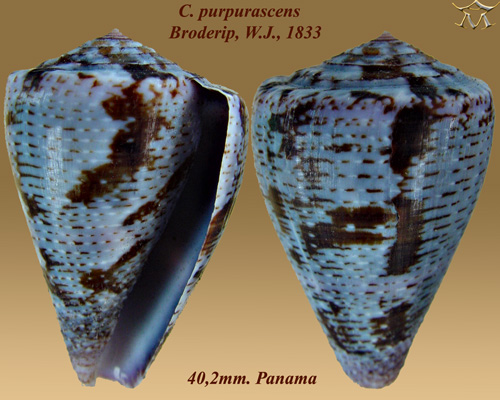
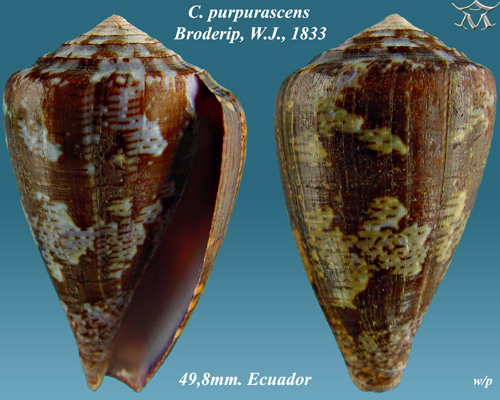
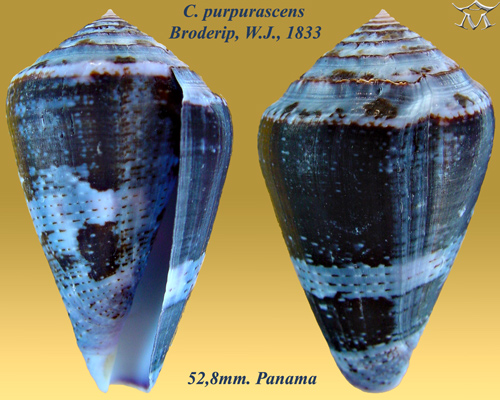